# مسیح زرد
مسیح زرد (به فرانسوی: Le Christ jaune) اثر نقاشی که در سال ۱۸۸۹ توسط پل گوگن نقاش فرانسوی در پون-آوان کشیده شد. مسیح سبز و مسیح زرد از کارهای کلیدی در نقاشی سمبولیسم محسوب می‌شوند. پل گوگن در سال ۱۸۸۶ برای اولین بار به پون -آون رفت. سپس اوایل سال ۱۸۸۸ به آنجا بازگشت و تا نیمه اکتبر در آنجا ماند و بعد برای ملحق شدن به ونسان ون گوگ آنجا را ترک کرد و مدت دو ماه نزد ون‌گوگ ماند. در اوایل ۱۸۸۹ به پون-آوان بازگشت و تا بهار ۱۸۹۰ در آنجا ماند. در تابستان ۱۸۸۹ برای کوتاهی به پاریس رفت تا از نمایشگاه بین‌المللی بازدید کند و نمایشگاه واپینی را تدارک ببیند. پل گوگن بعد از بازگشت از این سفر بود که نقاشی مسیح زرد را کشید.

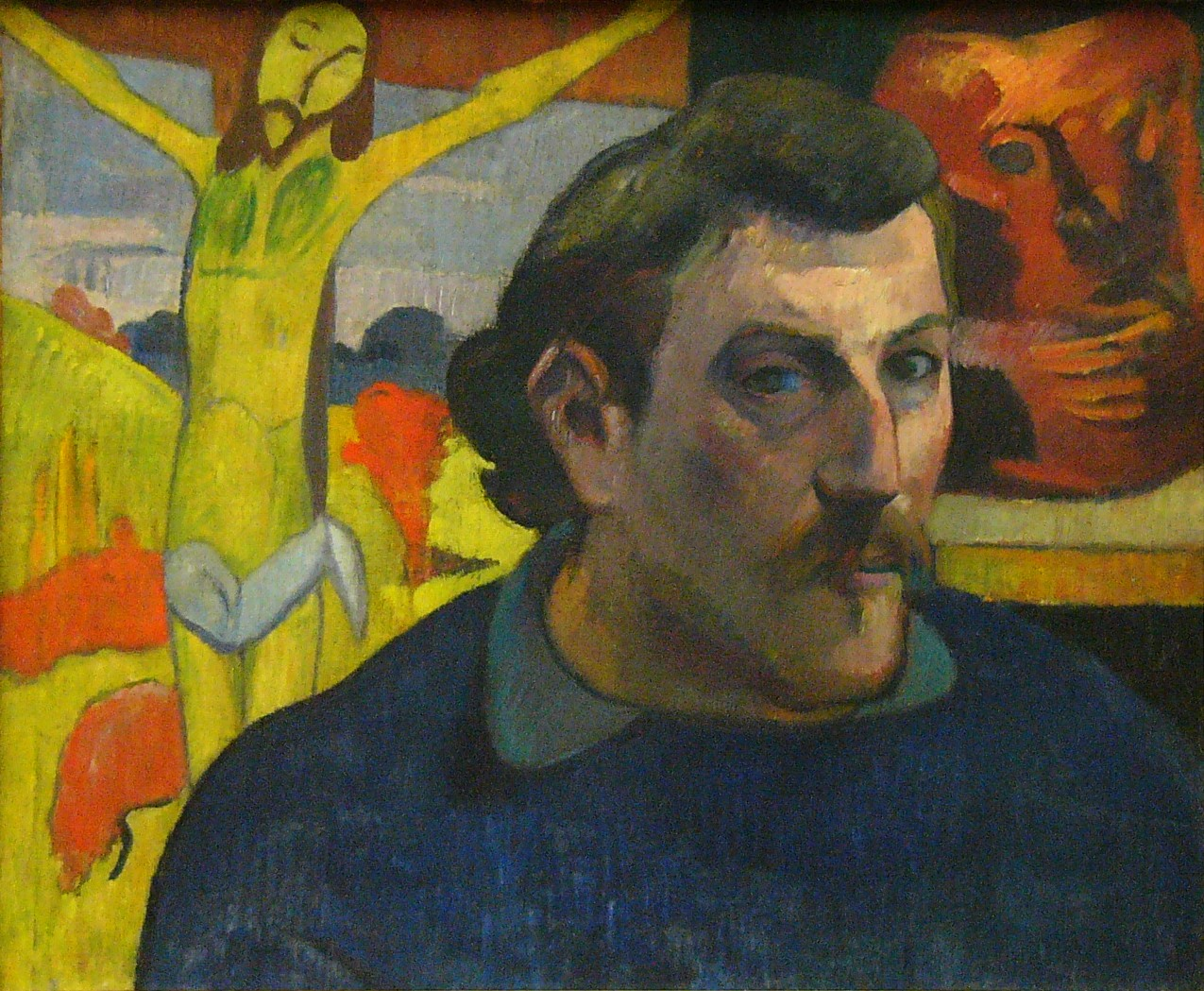
پرتره نقاش با مسیح زرد (A۱۸۹۰–۱۸۹۱ تصویر نقاش با مسیح زرد),, توسط پل گوگن، رنگ روغن، ۳۸x 46 cm, موزه اورسی، پاریس،